# Malthinus cartennaeensis
Malthinus cartennaeensis is een keversoort uit de familie soldaatjes (Cantharidae). De wetenschappelijke naam van de soort werd in 1979 gepubliceerd door Constantin.